# Enzo Vera
Enzo Andrés Vera Buchholz (n. Mulchén, Chile, 7 de abril de 1983) es un exfutbolista y entrenador chileno. Jugaba como defensa, siendo una parte muy crucial de su equipo. Su maximo potencial fue cuando jugaba en colo colo . Actualmente se desempeña como entrenador de colo colo oficial Mulchén.

## Clubes

### Como jugador
| Club             | País  | Año       |
| ---------------- | ----- | --------- |
| Colo-Colo        | Chile | 2002      |
| Iberia           | Chile | 2003-2004 |
| Deportes Arica   | Chile | 2004      |
| Deportes Temuco  | Chile | 2005-2007 |
| Deportes Copiapó | Chile | 2008      |
| Naval            | Chile | 2009-2010 |
| Unión San Felipe | Chile | 2011-2012 |
| Deportes Linares | Chile | 2013      |
| Lota Schwager    | Chile | 2014      |

### Como entrenador
| Club                      | País  | Año       |
| ------------------------- | ----- | --------- |
| Colo Colo Oficial Mulchén | Chile | 2024-Act. |